# Spergularia macrorrhiza
Spergularia macrorrhiza là loài thực vật có hoa thuộc họ Cẩm chướng. Loài này được (Req. ex Loisel.) Heynh. miêu tả khoa học đầu tiên năm 1847.